# Leonville
Leonville és una població dels Estats Units a l'estat de Louisiana. Segons el cens del 2000 tenia 1.007 habitants.

## Demografia
Segons el cens del 2000, Leonville tenia 1.007 habitants, 365 habitatges, i 281 famílies. La densitat de població era de 145,6 habitants/km².
Dels 365 habitatges en un 38,6% hi vivien nens de menys de 18 anys, en un 61,1% hi vivien parelles casades, en un 11,8% dones solteres, i en un 23% no eren unitats familiars. En el 19,5% dels habitatges hi vivien persones soles l'11,5% de les quals corresponia a persones de 65 anys o més que vivien soles. El nombre mitjà de persones vivint en cada habitatge era de 2,76 i el nombre mitjà de persones que vivien en cada família era de 3,19.
Per edats la població es repartia de la següent manera: un 27,7% tenia menys de 18 anys, un 8,2% entre 18 i 24, un 28,1% entre 25 i 44, un 23,3% de 45 a 60 i un 12,6% 65 anys o més.
L'edat mediana era de 37 anys. Per cada 100 dones de 18 o més anys hi havia 90,6 homes.
La renda mediana per habitatge era de 25.982 $ i la renda mediana per família de 30.673 $. Els homes tenien una renda mediana de 29.554 $ mentre que les dones 15.000 $. La renda per capita de la població era de 10.839 $. Entorn del 17,1% de les famílies i el 19,2% de la població estaven per davall del llindar de pobresa.

## Poblacions més properes
El següent diagrama mostra les poblacions més properes.